# Sailor Jerry
Sailor Jerry, pseudonimo di Norman Keith Collins (Reno, 14 gennaio 1911 – Honolulu, 12 giugno 1973), è stato un artista statunitense.

## Biografia
Norman Keith Collins è nato il 14 gennaio 1911 a Reno, ma è cresciuto nel nord della California. Ha imparato a tatuare da un uomo di nome "Big Mike" di Palmer, in Alaska, utilizzando il metodo denominato hand-pricking. Alla fine degli anni '20, incontrò Tatts Thomas di Chicago, che gli insegnò a tatuare con una macchina per tatuaggi. Norman si esercitava sugli ubriachi delle zone malfamate della città. All'età di 19 anni, Collins si arruolò nella Marina degli Stati Uniti. Durante i suoi successivi viaggi in mare, è entrato in contatto con l'arte del sud-est asiatico. Oltre a navigare e tatuare, suonava il sassofono nella sua band e spesso conduceva il suo programma radiofonico, dove era conosciuto come "Old Ironsides".
Sailor Jerry è stato sposato più di una volta e la vedova Louise risiede ancora alle Hawaii, così come molti dei suoi figli, nipoti e pronipoti. È sepolto nel National Memorial Cemetery of the Pacific, un cimitero militare situato nel Punchbowl Crater a Honolulu.

## Carriera da tatuatore
Sailor Jerry ha dato un contributo significativo all'arte del tatuaggio e allo stile old school. Ha ampliato la gamma di colori disponibili sviluppando i propri pigmenti. Ha creato poi formazioni di aghi personalizzate che incorporavano il pigmento con molto meno trauma verso la pelle. È diventato uno dei primi artisti ad utilizzare aghi monouso. Il suo studio di tatuaggi è stato uno dei primi a utilizzare un'autoclave per sterilizzare l'attrezzatura. L'ultimo studio di Collins fu al 1033 di Smith Street, nella Chinatown di Honolulu, all'epoca l'unico posto sull'isola dove si trovavano gli studi di tatuaggi. Tra i soggetti più noti tatuati da Sailor Jerry c'erano bottiglie di alcolici, serpenti, rapaci, rondini, motori, stelle nautiche, armi, dadi, ancore e pin-up.
L'influenza di Sailor Jerry sull'arte del tatuaggio moderno è ampiamente riconosciuta. Dal 2015, un evento annuale organizzato in modo indipendente, si svolge alle Hawaii ogni giugno per onorare l'eredità di Collins: il "Sailor Jerry Festival". L'evento include musica dal vivo, DJ set, spettacoli di cabaret, mostre d'arte, proiezioni di film, tour del quartiere e sfilate in cui vengono indossati gli abiti disegnati dal tatuatore stesso.
Ad oggi, la Sailor Jerry Ltd. possiede i diritti commerciali delle lettere, dell'arte e dei tatuaggi di Collins. Essa utilizza i suoi disegni su vestiti e oggetti come portacenere, scarpe da ginnastica, carte da gioco, portachiavi e bicchierini. L'azienda produce poi un rum speziato, distillato nelle Isole Vergini Americane con una particolare etichetta. Una volta vuota, sul lato interno della stessa sono visibili ulteriori pin-up disegnate da Sailor Jerry.
I suoi disegni flash sono stati esposti in mostre al Musée du quai Branly di Parigi e al Fields Museum di Chicago e fanno parte della Zander Collection di Colonia.